# Ángel Sanz Briz
Ángel Sanz Briz (Saragozza, 28 settembre 1910 – Roma, 11 giugno 1980) è stato un diplomatico spagnolo, che durante la Seconda guerra mondiale contribuì a salvare migliaia di ebrei ungheresi dalla persecuzione nazista.

## Biografia

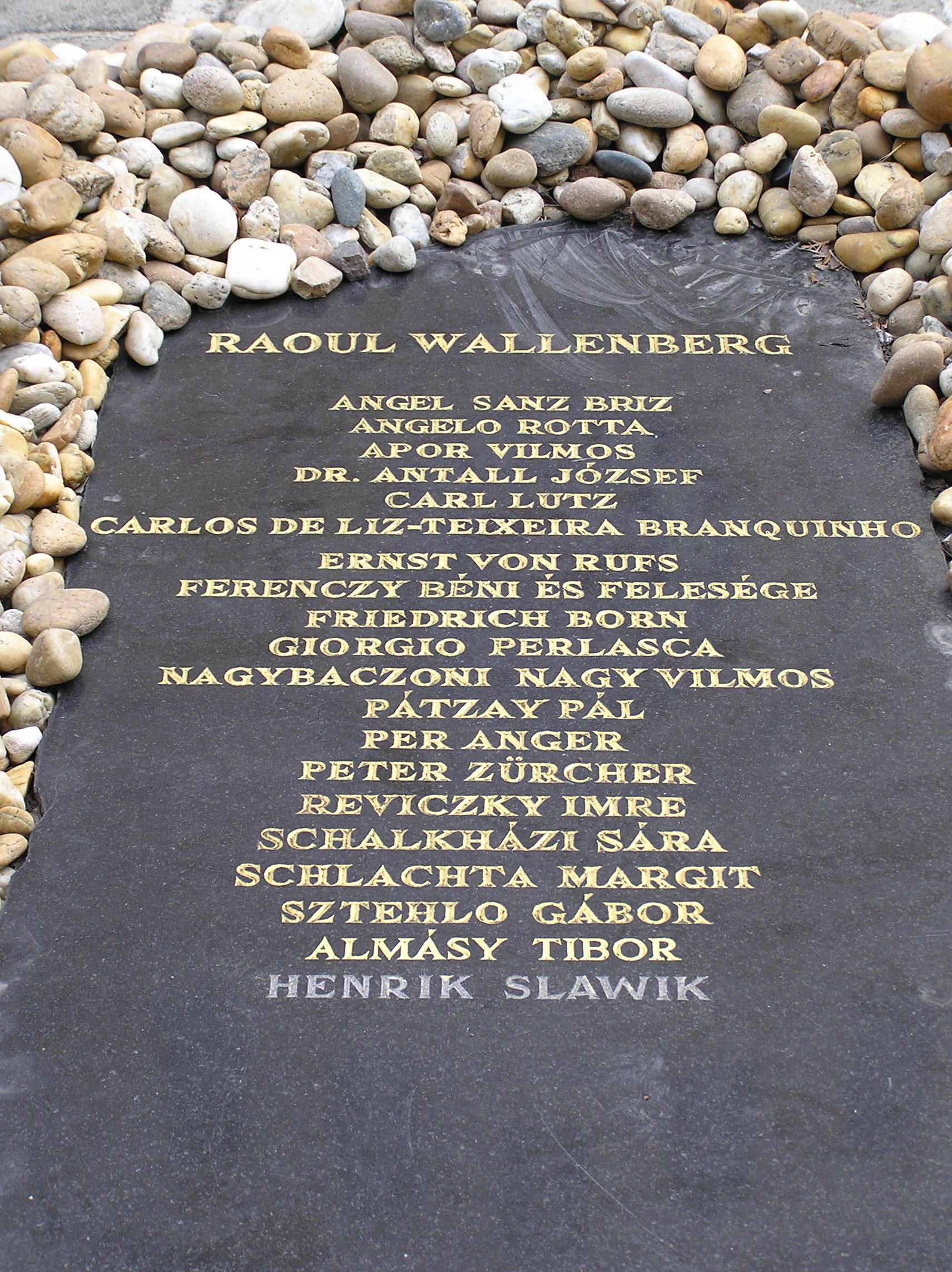
Il memoriale dei giusti nel cortile della sinagoga di Budapest dove appare, primo nella lista, il nome di Ángel Sanz Briz

Dopo aver studiato legge, il suo primo incarico diplomatico fu al Cairo. Fu in seguito mandato a Budapest nel 1942, dove fu tra i protagonisti del salvataggio delle vite di più di cinquemila ebrei dall'Olocausto, grazie ai privilegi concessi all'ambasciata spagnola e alla sua influenza come diplomatico.
Nell'inverno del 1944 - tra il novembre e il dicembre - non riconoscendo il nuovo governo ungherese delle Croci Frecciate, lasciò Budapest per ordine delle autorità spagnole e si rifugiò a Berna, in Svizzera. Fu l'italiano Giorgio Perlasca a continuare l'opera di protezione degli ebrei minacciati dalla ferocia nazista, spacciandosi presso le autorità ungheresi e tedesche come console spagnolo facente funzione per Sanz Briz.
Dopo la guerra Sanz Briz continuò la carriera diplomatica: fu inviato negli Stati Uniti, in Svizzera, in Francia, in Perù, nei Paesi Bassi, in Belgio e in Cina nel 1973, divenendo il primo ambasciatore spagnolo nel paese asiatico. Nel 1976 fu inviato a Roma nelle vesti di ambasciatore di Spagna presso la Santa Sede. Morì nella città capitolina l'11 giugno 1980.
Fu lo stesso Sanz Briz a raccontare nel libro di Federico Ysart Los judíos en España come riuscì a salvare la vita degli ebrei ungheresi durante la guerra.
Nel 1991 a Sanz Briz fu riconosciuto postumo, dal museo dell'Olocausto Yad Vashem, il titolo di Giusto tra le Nazioni e gli fu assegnata alla memoria la croce dell'Ordine al Merito della Repubblica d'Ungheria.